# Malwelwe
Malwelwe – wieś w Botswanie w dystrykcie Kweneng. Według spisu ludności z 2011 roku wieś liczyła 1146 mieszkańców.